# Zotzenbach
Zotzenbach es un pueblo de Alemania que pertenece a la municipalidad de Rimbach de la región de Hesse.

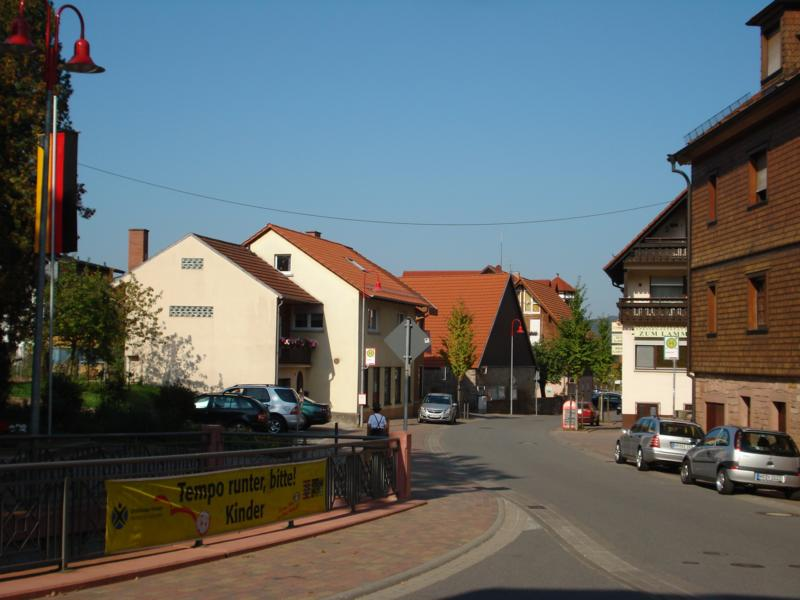
Foto del centro de Zotzenbach en septiembre del 2009.

## Geografía

### Ubicación
Zotzenbach situado en el valle Weschnitz en la parte occidental de Odenwald a unos 30 km al norte de la ciudad de Heidelberg. El pueblo está bajo la municipalidad de Rimbach / ODW. y pertenece al distrito de la Bergstrasse

### Pueblos vecinos
Zotzenbach está situado al pie del valle Tromm. En términos de municipios Zotzenbach está limitado al sur y al oeste por Mörlenbach, al este por Wald-Michelbach y Grasellenbach, en el norte por Rimbach.

## Clima
Debido a su ubicación cercana a la línea de montañas hay un clima templado en la época de verano y hay nieve en la época invernal.

## Transporte
La conexión de Zotzenbach con las grandes ciudades de la zona como Weinheim, Mannheim, Heidelberg) es a través de la B38 o B38a o a través del túnel Saukopftunnel (Actualmente en reparación) A través de este último es una salida directa a la autopista en unos 15 minutos. 
El tren Weschnitztalbahn va entre las estaciones de Weinheim y Fürth (Odenwald). El tren opera sólo durante el día, cada unos 30 minutos, sábado-domingo y días feriados el tren pasa cada hora. Rimbach y Zotzenbach se conectan a través de una carretera de mano doble con calzada para peatones y carril para bicicletas.

## Historia
Zotzenbach fue mencionado por primera vez en el año 877. Es considerado como unos de los pueblos forestales más antiguo de Alemania.
El nombre de Zotzenbach surgió de la denominación anterior Zozunbach (877) y Czoczenbach (1437).
El municipio anteriormente independiente se incorporó en diciembre de 1971  al municipio de Rimbach.

## Lugares de interés

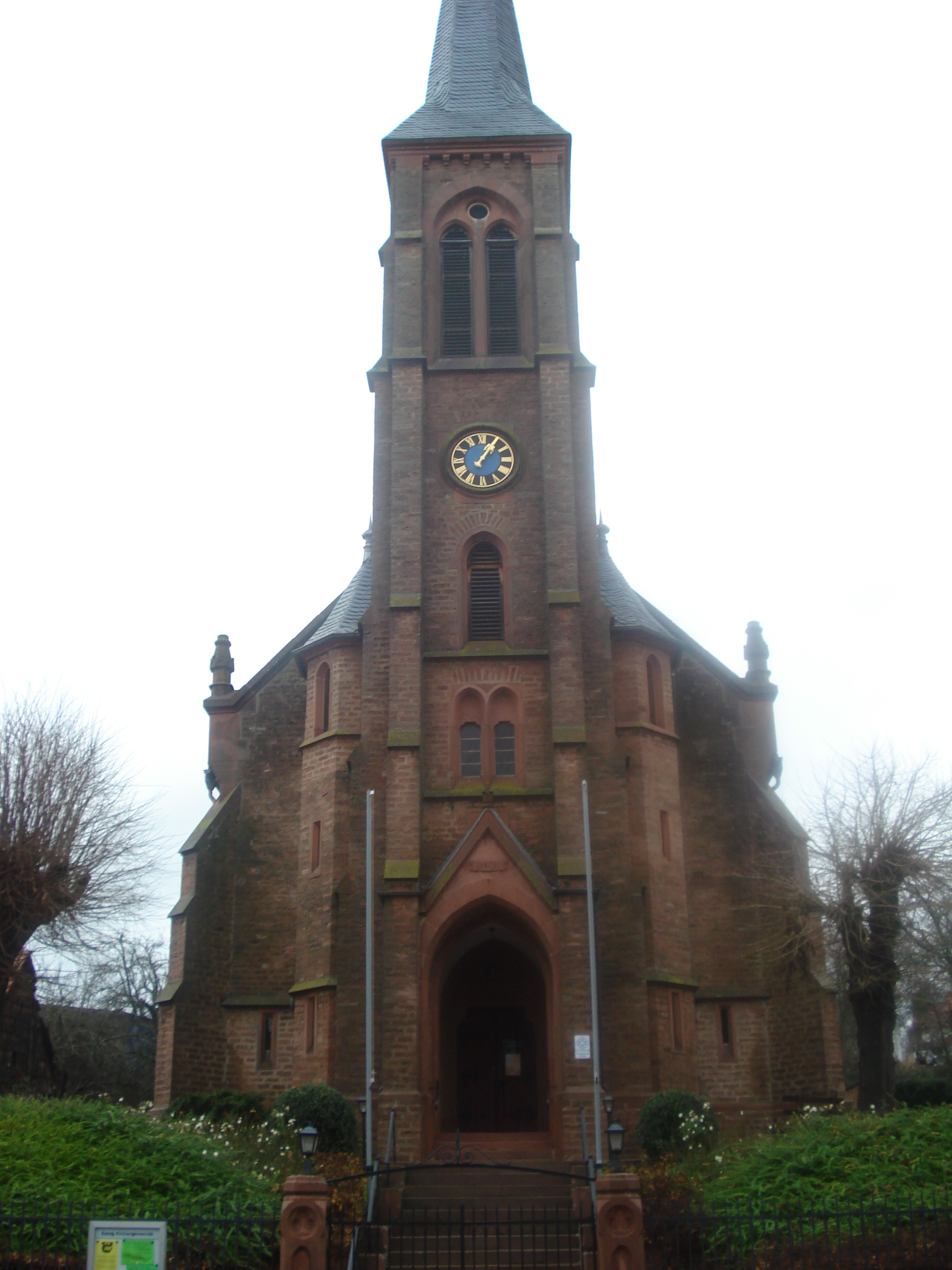
Foto de la Iglesia de Zotzenbach.

- La Iglesia Evangélica, construida en el ano 1877
- Antigua casa municipal
- Centro de Deporte - Trommhalle
- Museo
- El Centro de zotzenbach ha sido renovado y posee un arroyo
- Escuela Primaria

## Clubes y Deportes
La oferta de actividades para el tiempo libre y ocio en Zotzenbach es influenciada principalmente por la labor de muchos clubes.
Alrededor de Zotzenbach hay muchos caminos boscosos y es ideal para realizar caminatas a través de la naturaleza (por ejemplo, una camino conocido es hacia la torre Tromm).
Durante mucho tiempo se sabe de Zotzenbach por su reconocida carrera de slalom de montaña.

## Cultura

### Teatro
Los actores aficionados del pueblo presentan al público una obra de teatro año. 

### Eventos de Zotzenbach
- Festejos de Carnaval
- Parrillada y fiestas de verano organizadas por los clubes de deporte
- Kermese de Zotzenbach
- Festejos de Navidad
- Reunión de Año Nuevo
- Carrera de eslalon de montaña de Zotzenbach

### Otros eventos
Trommhalle Zotzenbach es el nombre del estadio cubierto de Zotzenbach, para la población de zotzenbach es un centro de deporte y funciona como un lugar cultural, se utiliza para los entrenamientos semanales y competiciones de Basketball, gimnasia deportiva y teatro.
El 3 de octubre de 2009 se celebró la fiesta de la cerveza en la Trommhalle organizada por Equipo de fútbol del pueblo.